# آرتور کاسکوف
آرتور کاسکوف (اوکراینی: Артур Генадійович Каськов؛ زادهٔ ۱۸ نوامبر ۱۹۹۱) بازیکن فوتبال اهل اوکراین است.
از باشگاه‌هایی که در آن بازی کرده‌است می‌توان به باشگاه فوتبال چورنومورتس اودسا و باشگاه فوتبال متالورگ زاپروژیا اشاره کرد.
وی همچنین در تیم‌های ملی فوتبال Ukraine national under-17 football team, Ukraine national under-18 football team, Ukraine national under-19 football team، و زیر ۲۱ سال اوکراین بازی کرده‌است.